# Ридли, Мэтью Уайт, 1-й виконт Ридли
Мэтью Уайт Ридли, 1-й виконт Ридли (англ. Matthew White Ridley, 1st Viscount Ridley; 25 июля 1842, Лондон, Великобритания — 28 ноября 1904, Блэгдон-Холл, Нортамберленд, Великобритания) — британский государственный деятель, министр внутренних дел Великобритании (1895—1900).

## Биография
Родился в семье сэра Мэтью Ридли, 4-го баронета, который был членом Палаты общин (1859—1868) и его жены Сесилии Энн Парк. После окончания Баллиол-колледжа Оксфордского университета получил диплом юриста и был принят в 1864 г. был принят адвокатом во Внутренний Темпл.
В ноябре 1868 г. он был впервые избран депутатом Палаты общин от Консервативной партии, унаследовал от своего отца избирательный округ Северный Нортумберленд, который представлял в британском парламенте до ноября 1885 г.
С 1873 по 1895 г. — одновременно председатель Суда четвёртого заседания графства Нортумберленд в период. После смерти отца в 1877 г. унаследовал титул 5-го баронета Блэгдона.
С 1878 по 1880 г. — заместитель государственного секретаря в министерстве внутренних дел. После победы консерваторов на выборах в июне 1885 г. до февраля 1886 г. занимал пост финансового секретаря казначейства.
В 1886 г. он был переизбран в Палату общин от округа Блэкпул и представлял его до декабря 1900 г. В сентябре 1891 г. в присутствии местных знаменитостей он торжественно заложил первый камень в фундамент Блэкпульской башни с капсулой времени.
В 1892 г. был введен в состав Тайного совета.
В 1895—1900 гг. — министр внутренних дел Великобритании.
С 1895 г. — уполномоченный по делам церкви, а также некоторые время был полковником Нортумберлендской кавалерийской ассоциации (Нортумберлендская йоменская кавалерия). С 1902 г. до конца жизни являлся председателем правления Северо-Восточной железной дороги (NER).
После ухода из палаты общин в 1900 г. был повышен до виконта Ридли и барона Вэнслдейла из Блэгдона и Блайта, оба в графстве Нортумберленд, вошел, таким образом, в состав Палаты лордов.
В декабре 1873 г. женился на Мэри Джорджиане Марчбэнкс, дочери Дадли Марчбэнкса, 1-го барона Твидмута. В этом браке родились два сына и три дочери, в том числе старший сын Мэтью Уайт Ридли, унаследовавший дворянский титул после его смерти.